# Caprella dubia
Caprella dubia is een vlokreeftensoort uit de familie van de Caprellidae. De wetenschappelijke naam van de soort is voor het eerst geldig gepubliceerd in 1887 door Hansen.